# S. S. Rajamouli
S. S. Rajamouli (Karnataka, 10 de outubro de 1973) é um cineasta indiano conhecido por dirigir filmes de fantasia épica e ação principalmente para Tollywood, a indústria cinematográfica indiana em língua telugo. Ele é especialmente conhecido pelo seu filme de ação épico "Revolta, Rebelião e Revolução (RRR)", vencedor do Oscar, sendo o primeiro filme em telugo a conseguir o feito, além de ser também, o primeiro que venceu um Globo de Ouro e dois Critics' Choice Movie Awards, e da sua série de filmes "Baahubali", que se tornou uma das franquias de filmes de maior bilheteria na Índia e no mundo. Rajamouli também dirigiu outros filmes de sucesso locais como "Magadheera" e "Eega". Ele é considerado um dos cineastas mais influentes e talentosos da Índia atualmente.

## Filmografia

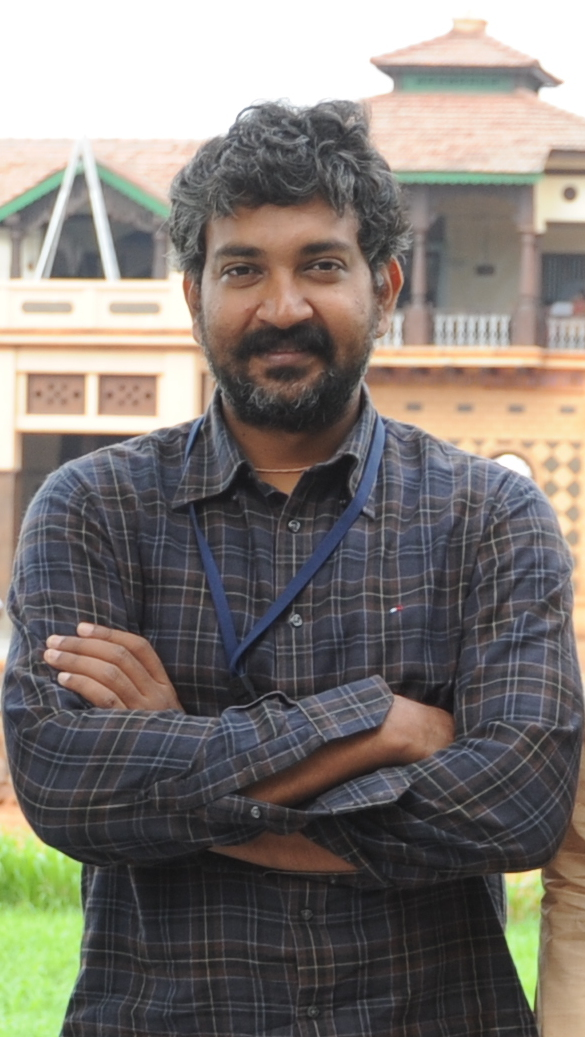
Rajamouli em 2010.

- 2001: Student No.1
- 2003: Simhadri
- 2004: Sye
- 2005: Chhatrapati
- 2006: Vikramarkudu
- 2007: Yamadonga
- 2009: Magadheera
- 2010: Maryada Ramanna
- 2012: Eega
- 2015: Baahubali: O Início
- 2017: Baahubali 2: A Conclusão
- 2022: RRR